# Ithomia leucophaena
Ithomia leucophaena is een vlinder uit de familie Nymphalidae. De wetenschappelijke naam van de soort is voor het eerst geldig gepubliceerd in 1925 door Erich Martin Hering.